# 산 루피노 대성당
산 루피노 대성당(이탈리아어: Cattedrale di San Rufino 카테드랄레 디 산 루피노[*])은 이탈리아 움브리아주 페루자현 아시시에 있는 대성당이다.